# Suara Timor Lorosa’e
Die Suara Timor Lorosa’e (STL) ist Osttimors älteste, bestehende Tageszeitung. Sie erscheint in den Landessprachen Portugiesisch und Tetum und in Englisch und Bahasa Indonesia. Während der indonesischen Besatzungszeit bis 1999 hieß die Zeitung Suara Timor Timur (STT).

## Übersicht
Die Zeitung ist Teil der Suara Timor Lorosa’e Corporation, zu der unter anderem auch der Fernsehsender TV-STL und der Radiosender STL Radio FM (RSTL) gehören.
Die Zeitung erscheint im Format 75 × 57 cm, mit acht Kolumnen. Es wird seit der Anschaffung des GOSS Community-Druckers verwendet, der vom Unternehmen mit Hilfe von Portugal und Finnland gemeinsam finanziert wurde. Die tägliche Auflage beträgt 3000 Exemplare, bei besonderen Ereignissen wird die Produktion auf 5000 erhöht. 800 Exemplare werden, gemäß einer Vereinbarung, der Regierung zur Verteilung in allen Sucos des Landes zur Verfügung gestellt, um die lokalen Verwaltungschefs mit Informationen zu versorgen.
2011 lag die STL mit einem Leseranteil von 44 % auf Platz eins der Tageszeitungen des Landes, vor der Timor Post mit 38 %.
Herausgeber ist Salvador Ximenes Soares, ehemaliger Abgeordneter der Golkar im indonesischen Parlament. Domingos Saldanha, der Mitverleger und Chefredakteur der STL ist verwandt mit Estanislau de Sousa Saldanha, dem ehemaligen Rektor des Dili Institute of Technology (DIT) und mit João Mariano Saldanha, dem Gründer der Partidu Republikanu (PR).

## Geschichte
Am 1. Februar 1993 wurde die erste Ausgabe der Suara Timor Timur gedruckt. Sie war die erste private und unabhängige professionelle Zeitung in Osttimor, das zu diesem Zeitpunkt von Indonesien besetzt war. An diesem Tag fand gleichzeitig der erste Prozesstag gegen den Führer der osttimoresischen Unabhängigkeitsbewegung Xanana Gusmão im Distriktsgericht von Dili statt. Der Generalsekretär der Vereinten Nationen Boutros Boutros-Ghali erwähnte die Berichterstattung der STT zum Prozess in seinem Bericht an die Generalversammlung der Vereinten Nationen:

„The trial has received extensive coverage in the new local media in Dili, Suara Timor Timur (STT)“

Die Zeitung gehörte dem Integrationsbefürworter Francisco Lopes da Cruz.
Am 3. September 1999 erschien die letzte Ausgabe der STT und die Zeitung stellte am Tag darauf, aufgrund der Brandstiftungen und Zerstörungen durch die pro-indonesischen Milizen während der letzten Gewaltwelle vor Abzug der Indonesier, ihren Betrieb völlig ein. Alle Einrichtungen der Zeitung, inklusive der Druckmaschinen wurden komplett zerstört und die Gebäude niedergebrannt. Erst am 31. Juli 2000 erschien die erste Ausgabe der wiedergegründeten Zeitung, nun unter dem Namen Suara Timor Lorosa’e (deutsch Stimme Osttimors). Man entschied sich nur die Bezeichnung für „Osten“ aus dem Indonesischen in Tetum zu übersetzen, da die Zeitung unter „Suara“, dem indonesischen Wort für „Stimme“, bereits eine gewisse internationale Bekanntheit erreicht hatte.
Im April 2006 erhielt die STL eine Kündigung für ihre Räumlichkeiten, da die Regierung die Nutzungserlaubnis für die Zeitung nicht mehr verlängerte. Zuvor hatte die STL von Hungertoten in entlegenen Dörfern des Landes berichtet. Zudem gab es bereits jahrelange Spannungen zwischen der Zeitung und Premierminister Marí Alkatiri von der FRETILIN. Alkatiri ordnete alle Regierungsinstitutionen an, die Zeitung zu boykottieren. Sie sollte keine Anzeigenaufträge der Regierung und Aussagen von Beamten und Regierungsmitgliedern bekommen. 50 osttimoresische Journalisten unterzeichneten eine Petition, die das Vorgehen gegen die STL als verfassungswidrigen Verstoß gegen die Pressefreiheit kritisierte.
Im Oktober 2012 wurden die Reporter Raimundos Oki vom Jornal Independente und Oscar Maria Salsinha von der Suara Timor Lorosa’e aufgrund des Diffamierungsgesetzes zeitweise unter Hausarrest gestellt, weil sie einen kritischen Bericht über den Gerichtsprozess zu einem tödlichen Verkehrsunfall veröffentlicht hatten. Sie hatten einen Staatsanwalt in Oe-Cusse Ambeno bezichtigt, ein Schmiergeld entgegengenommen zu haben. Das Distriktsgericht von Dili sah im März 2013 keine Hinweise auf eine Verleumdung, verurteilte die beiden Reporter aber zu einem Jahr Gefängnis auf Bewährung und der Zahlung einer Entschädigung von jeweils 150 US-Dollar, aufgrund der „Verursachung psychischer Störungen“.
Adérito Hugo da Costa, der spätere Parlamentspräsident und Gründer des Konkurrenzblattes Timor Post, arbeitete von 1993 bis 2007 bei der STL. Ebenso von 1993 bis 1999 José Maria Ximenes, Direktor der Timor Post.